# PalaTerdoppio

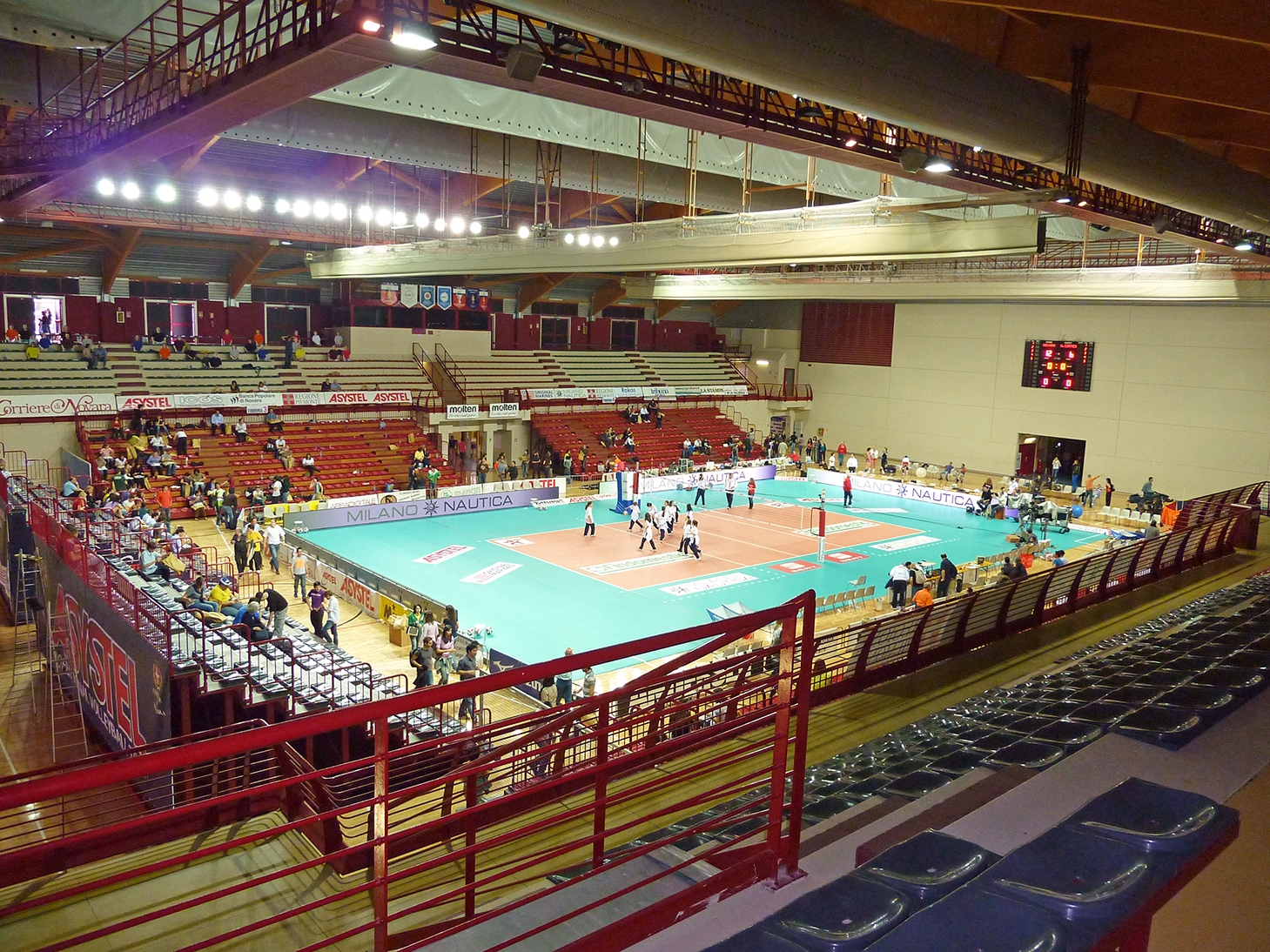
Insidan av arenan

PalaTerdoppio (även Sporting Palace samt av sponsorsskäl PalaIgor Gorgonzola) är en inomhusarena i Novara, Italien. Den har en kapacitet över 3 000 åskådare och invigdes 2007. Den ägs av Novaras kommun. Terdoppio är ett vattendrag (en biflod till Po). Arenan är del av ett större komplex, som även omfattar en olympisk simbassäng.
Volleybollklubbarna Asystel Volley (2008-2012) och AGIL Volley (2012-) har haft arenan som hemmaplan. Den var även hemmaplan för  basketklubben Basket Draghi Novara 2007-2008.